# Premio Imperial de la Academia de Japón
El Premio Imperial de la Academia de Japón (恩賜賞 onshishō?) es un prestigioso honor conferido a dos de los destinatarios de los Premios de la Academia de Japón conferido por la Academia de Japón. Este premio se otorga en dos categorías: humanidades y ciencias naturales. El Emperador y la Emperatriz acuden la ceremonia de premiación y presentar un jarrón a los premiados.

## Premiados
- 2017 — Akira Hasegawa (107.º)
- 2016 — Kazutoshi Mori (106.º)
- 2015 — Hideo Hosono (105.º)[2]
- 2014 — Isamu Akasaki (104.º)[2]
- 2013 — Jun Matsuura, Yoshinori Tokura (103.º)[2]
- 2012 — Kazuyoshi Yoshikawa, Keiichi Namba (102.º)[2]
- 2011 - Akira Satake, Hideaki Miyata (101.º)[2]
- 2010 - Akira Omote, Shinya Yamanaka (100.º)[3]
- 2009 - Tetumi Murakami, Toru Eguchi (99.º)[3]
- 2008 - Keiji Morokuma (98.º)[3]
- 2007 - Senzo Hidemura, Shizuo Akira (97.º)[3]
- 2006 - Shuh Narumiya (96.º)[3]
- 2005 - Kazuya Kato (95.º)[3]
- 2004 - Chikahi Suma, Takeshi Yasumoto (94.º)[3]
- 2003 - Mitsuhiro Yanagida (93.º)[3]
- 2002 - Takahiro Fujimoto, Sumio Iijima (92.º)[3]
- 2001 - Fumio Hayashi, Makoto Asashima (91.º)[3]
- 2000 - Tsugitaka Sato, Shigekazu Nagata (90.º)[4]
- 1999 - Susumu Fuma, Yoshito Kishi (89.º)[4]
- 1998 - Toshio Yanagida (88.º)[4]
- 1997 - Shigetada Nakanishi (87.º)[4]
- 1996 - Tasuku Honjo (86.º)[4]
- 1995 - Toru Mineya, Yoshio Fukao (85.º)[4]
- 1994 - Makoto Kumada, Hideki Sakurai (84.º)[4]
- 1993 - Issei Tanaka, Yasuo Tanaka (astronome) (83.º)[4]
- 1992 - Chushichi Tsuzuki, Tadamitsu Kishimoto (82.º)[4]
- 1991 - Yoshinori Kobayashi, Akira Tonomura (81.º)[4]
- 1990 - Koji Nakanishi (80.º)[5]
- 1989 - Tomi Saeki, Yorio Hinuma (79.º)[5]
- 1988 - Susumu Nishimura (78.º)[5]
- 1987 - Toshio Fukuyama, Toshimitsu Yamazaki (77.º)[5]
- 1986 - Masao Ito (76.º)[5]
- 1985 - Ryo Sato (75.º)[5]
- 1984 - Seizen Nakasone, Gakuzo Tamura (74.º)[5]
- 1983 - Teruaki Mukaiyama (73.º)[5]
- 1982 - Kokiti Hara, Shizuo Kakutani (72.º)[5]
- 1981 - Yasuiti Nagano (71.º)[5]
- 1980 - Yoshio Okada (70.º)[6]
- 1979 - Yoshihide Kozai (69.º)[6]
- 1978 - Kiyoshi Itō (68.º)[6]
- 1977 - Shinji Takahashi (67.º)[6]
- 1976 - Takashi Sugimura (66.º)[6]
- 1975 - Jikido Takasaki, Minoru Oda (65.º)[6]
- 1974 - Tsugio Mikami, Kimishige Ishizaka (64.º)[6]
- 1973 - Takuichi Takeshima, Jun Kondo (63.º)[6]
- 1972 - Tadashi Matsushita, Setsuro Ebashi (62.º)[6]
- 1971 - Mataji Miyamoto, Chushiro Hayashi (61.º)[6]
- 1970 - Hidetaka Nakamura, Seizo Okamura (60.º)[7]
- 1969 - Ryogo Kubo (59.º)[7]
- 1968 - Tatsuo Nishida (58.º)[7]
- 1967 - Kōsaku Yosida (57.º)[7]
- 1966 - Egaku Mayeda (56.º)[7]
- 1965 - Noriyuki Kojima (55.º)[7]
- 1964 - Kiyoshi Mutō (54.º)[7]
- 1963 - Takeo Nagamiya (53.º)[7]
- 1962 - Tomoichi Sasabuchi (52.º)[7]
- 1961 - Shigeo Okinaka (51.º)[7]
- 1960 - Osamu Takata, Takuji Ito, Kazuo Yamasaki, Aki Uyeno, Taka Yanagisawa, Tsugio Miya (50.º)[8]
- 1959 - Isao Imai (physicien) (49.º)[8]
- 1958 - Ryozo Niizeki (48.º)[8]
- 1957 - Hajime Nakamura (47.º)[8]
- 1956 - Masuzo Shikata, Isamu Tachi (46.º)[8]
- 1955 - Yoshio Fujita (45.º)[8]
- 1954 - Jitsuzo Tamura, Yukio Kobayashi (44.º)[8]
- 1953 - Tomizo Yoshida (43.º)[8]
- 1952 - Seiichi Mizuno, Toshio Nagahiro (42.º)[8]
- 1951 - Yoshiyuki Toyama (41.º)[8]
- 1950 - Shoichi Sakata (40.º)[9]
- 1949 - Kakuji Goto (39.º)[9]
- 1948 - Saburo Ienaga (38.º)[9]
- 1947 - Takeo Matsumura (37.º)[9]
- 1946 - Hakaru Masumoto (36.º)[9]
- 1945 - Tokuhichi Mishima, Kyôji Funada, Takahiro Okuno (35.º)[9]
- 1944 - Tomosaburo Ogata (34.º)[9]
- 1943 - Junpei Shinobu, Tanemoto Furuhata, Hitoshi Kihara (33.º)[9]
- 1942 - Enku Uno (32.º)[9]
- 1941 - Eiichi Matsumoto, Kinjiro Okabe, Yas Kuno (31.º)[9]
- 1940 -  Asaji Nose, Hideki Yukawa, Juro Horiuti (30.º)[10]
- 1939 - Ken Ishikawa, Ken Kure (29.º)[10]
- 1938 - San-ichiro Mizushima (28.º)[10]
- 1937 - Shinkichi Horiba, Yasujiro Niwa (27.º)[10]
- 1936 - Hisayosi Ogawa, Takaoki Sasaki, Tomizo Yoshida (26.º)[10]
- 1935 - Shimpei Ogura, Shinsho Hanayama (25.º)[10]
- 1934 - Noboru Niida, Seitaro Tsuboi (24.º)[10]
- 1933 - Ziro Tuzi, Bunsuke Suzuki (23.º)[10]
- 1932 - Kyōsuke Kindaichi, Kiyoo Wadachi (22.º)[10]
- 1931 - Katsutada Sezawa (21.º)[10]
- 1930 - Buntaro Adachi (20.º)[11]
- 1929 - Toshi Shida (19.º)[11]
- 1928 - Masao Kambe, Sōichi Kakeya (18.º)[11]
- 1927 - Shigeru Kato, Yuji Shibata (17.º)[11]
- 1926 - Yorisuke Numata, Yoshiaki Ozawa (16.º)[11]
- 1925 - Keiki Yabuki, Nagaho Mononobe (15.º)[11]
- 1924 - Kuniji Yashiro, Takaoki Sasaki (14.º)[11]
- 1923 - Iichiro Tokutomi, Shigematsu Kakimura, Yasuhiko Aasahina, Suekichi Kinoshita (13.º)[11]
- 1922 - Toshio Takamine, Usaburo Yishida (12.º)[11]
- 1921 - Zennosuke Tsuji, Gennosuke Fuse (11.º)[11]
- 1920 - Kaneyuki Miura, Mitsumaru Tsujimoto (10.º)[12]
- 1919 - Jun Ishihara (9.º)[12]
- 1918 - Hidematsu Wada, Taiken Kimura, Keita Shibata (8.º)[12]
- 1917 - Torahiko Terada, Nobutsuna Sasaki (7.º)[12]
- 1916 - Toru Oya, Taisuke Hayashi, Ryokichi Inada, Yasushi Ido (6.º)[12]
- 1915 - Hideyo Noguchi (5.º)[13]
- 1914 - Sunao Tawara (4.º)[12]
- 1913 - Ryosuke Muraoka, Kumakatsu Kosaka (3.º)[12]
- 1912 - Nagao Ariga, Yu Fujikawa, Hirase Sakugorō, Seiichiro Ikeno (2.º)[12]
- 1911 - Hisashi Kimura (1.º)[12]